# Assuer
Assuer (Hebreu: אֲחַשְׁוֵרוֹשׁ, Modern Aḥašveroš Tiberià ʾĂḥašwērôš, transliterat comunament Achashverosh) és un nom utilitzat diverses vegades a la Tanakh o Bíblia hebrea, ja sigui en relats de llegendes o com a textos apòcrifs. El nom s'acostuma a identificar amb Xerxes, i ambdós deriven del nom original en persa Khashayar-sha.
Assuer pot referir-se a:
- El nom del rei de Pèrsia en el llibre d'Ester.[1] Normalment se li identifica com a Xerxes I de Pèrsia,[2] encara que esta hipòtesi és rebutjada per la majoria dels estudiosos.[3] En aquesta obra (una de les parts de la Bíblia) s'explica que Assuer va repudiar la seua esposa Vashti. Llavors, per intervenció de Mardoqueu, es casà amb Ester, una jove jueva. Quan Mardoqueu va informar a Ester que el Primer Ministre persa, Aman, volia exterminar-lo, a ell i a tots els jueus,[4] la jove va posar la seua vida en perill presentant-se davant el rei Assuer sense el seu permís, però va perdre el coneixement. Assuer va reaccionar piadosament amb ella i li va perdonar la vida. Posteriorment, Ester li va contar en un banquet els verdaders plans del seu general i Assuer va desaprovar l'execució del jueus.

La Septuaginta, versió grega del Llibre d'Ester es referix a ell com Artaxerxes, i Flavi Josep referix que este era el nom pel qual se li coneixia entre els grecs. De la mateixa manera, la Midrash d'Esther Rabba, I,3 l'identifica com Artaxerxes. El text Etíop l'anomena Arťeksis, usa generalment l'equivalent Etíop d'Artaxerxes. Gregori Bar Hebreu l'identifica amb Artaxerxes II, una opinió fermament recolzada en el segle xx per l'estudiós Jacob Hoschander.
- El nom d'un rei de Pèrsia en el Llibre d'Esdres.[6] La tradició jueva diu que era el mateix que l'Assuer del Llibre d'Ester. (El text Etíop l'anomena Arťeksis, com ho fa amb la mateixa figura en Ester.), estudiosos de la Bíblia del segle xix suggerixen que podria ser Cambises II.
- El nom d'un associat de Nabucodonosor I, que junt amb ell, destruïx Nínive just abans de la mort de Tobies, d'acord amb diverses versions del deuterocanònic Llibre de Tobies 14:15. Una tradició catòlica és la que l'identifica amb l'Assuer de Daniel 9:1[7] En el Codex Sinaiticus, edició grega (LXX), els dos noms apareixen en este vers insistentment en compte d'un nom, Ahikar (també el nom d'un altre personatge de la història de Tobies). Altres textos de la Septuaginta tenen el nom Achiachar. Estudiosos occidentals han proposat que Achiachar és una variant del nom de Ciaxares de Mèdia, que històricament va destruir Nínive, el 612 aC.
- El nom del pare de Darios el Gran en el Llibre de Daniel.[8] Flavi Josep anomena Astyages com al pare Darios, i la descripció d'estos últims el fan tio i sogre de Cir el Gran, i també pels comentaristes medievals jueus sobre Ciaxares II, que es diu que és el fill de Astyages per Xenofont. Per això Ahasuerus s'identifica amb Astyages. S'identifica alternativament també amb l'Ahasuerus del Llibre de Tobies, i amb Ciaxares I, que es deia que era el pare Astyages. Hi ha opinions divergents sobre la manera de conciliar les fonts, en aquest cas. Un punt de vista és el que descriu Ahasuerus com el pare de Darios el Gran ha d'entendre's en el sentit més ample de "iaio" o "avantpassat". Altre punt de vista assenyala que en la Inscripció de Behistun, "Ciaxares" és un cognom, i, per tant considera la descripció literal, veient Astyages com un governant intermedi erròniament col·locat en la línia familiar en les fonts gregues.
- El verdader nom del Jueu errant[9] en moltes versions de la Llegenda.